# День відрождення балкарського народу
День відродження балкарського народу — 28 березня, відзначається щорічно і є святковим днем у Кабардино-Балкарії. Присвячений поверненню балкарського народу з Середньої Азії в Кабардино-Балкарську АРСР після 13-річної депортації. Встановлений Указом президента КБР в 1994 році.

## Історія виникнення
Дата свята обумовлена відновленням у 1957 році національної автономії Кабардино-Балкарської АРСР, після 13-річного заслання балкарського народу у 1944 р. Хронологія урядових актів:
- 28 квітня 1956 р. — Указ Президії Верховної Ради СРСР "Про зняття обмежень щодо спецпоселення з кримських татар, балкарців, турків - громадян СРСР, курдів, гемшинів і членів їх сімей, виселених у період Великої Вітчизняної війни"[2]
- 9 січня 1957 р. — Указ Президії Верховної Ради СРСР " Про перетворення Кабардинської АРСР в Кабардино-Балкарську АРСР" [3].
- 11 лютого 1957 р. — Закон СРСР Про затвердження указу від 9 січня 1957 року[4].
- 28 березня 1957 р. — Закон Верховної Ради КБАРСР «Про перетворення Кабардинської АРСР в Кабардино-Балкарську АРСР»[5][6].
- 25 березня 1994 р. — Указ Президента КБР від 25.03.1994 N 19 "Про встановлення Дня відродження балкарського народу" [7].

## Сучасність
Традиційно, День відродження балкарського народу, відзначається культурними та спортивними заходами в багатьох містах і селах Кабардино-Балкарії. Серед яких:
- святкові концерти,
- театралізовані вистави,
- виставки робіт балкарських художників,
- літературно-музичні вечори,
- книжкові виставки,
- спортивні змагання,
- кінні змагання,
- автопробіг.